# Hoplita

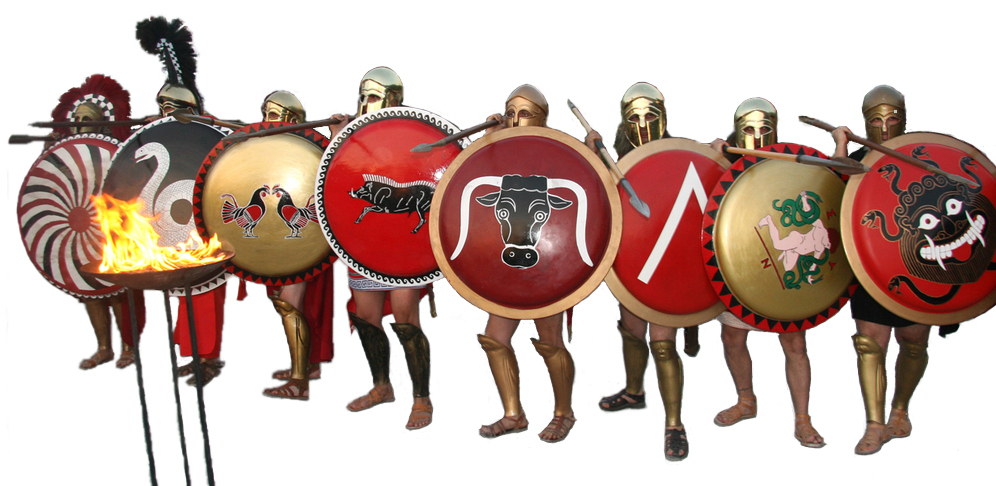
Recreació d'una formació hoplita.

L'hoplita (grec antic: ὁπλίτης, hoplitēs, derivat de ὅπλον, hóplon) era el guerrer de la infanteria pesant, el focus central de la guerra a l'antiga Grècia. Aquests soldats van aparèixer probablement a final del segle vii aC, i formaven part d'una milícia ciutadana, armada com a llancers i amb una formació anomenada falange. Eren soldats relativament fàcils d'armar i de mantenir, i a més a més podien pagar el cost de l'equipament. Gairebé tots els grecs famosos de l'Antiguitat van lluitar com a hoplites, fins i tot filòsofs i dramaturgs.
A partir de l'aparició dels hoplites com a milícia, no existiren combats perllongats i les campanyes eren curtes. L'excepció eren els guerrers espartans, que eren soldats especialitzats, i que tenien en els seus estats terres assignades a les classes baixes, que eren els qui se n'encarregaven. Els exèrcits marxaven directament cap al seu objectiu. Allà, els defensors podien amagar-se rere les muralles de la ciutat, en eixe cas els atacants havien d'acontentar-se a destrossar el camp, encara que els primers també podien decidir trobar-se amb ells en el camp de batalla. Les batalles aleshores eren decisives. Eren curtes, sagnants i brutals, de manera que calia un grau de disciplina molt alt.
Ambdues forces s'alineaven en el terreny de batalla, amb una formació rectangular aproximadament de vuit fileres, encara que era molt variable. Altres forces eren menys importants, com els hippeis (cavalleria), que se situaven als flancs, i tant la infanteria lleugera com les tropes que llançaven projectils eren insignificants. Els hoplites més coneguts eren els espartans, que eren entrenats de petits en el combat i en la guerra, per a convertir-los en una força d'atac superior i excepcionalment disciplinada.

## Organització
L'organització militar i política de les polis estava íntimament connectada. Els ciutadans hoplites estaven organitzats en “tribus” sense cap relació de sang.
Aquestes “tribus” s'organitzaven dividint la població hoplita de la polis en grups polític-militars de la mateixa mida. Aquests grups inevitablement van començar a variar la mida segons les causes naturals com naixements, morts, pèrdues en combat. Amb el temps seria necessari reemplaçar l'estructura tribal per una altra.
Les tribus estaven originalment sud-dividides en fratries o germandats. Les phratries es van fundar en virtut d'un jurament comú de tots els seus membres estaven vinculats a romandre junts a la batalla i es posaven sota la protecció d'una deïtat. La funció militar de les phratry va acabar caient en desús a causa de les contínues reformes en les tribus.

## Entrenament
Cada polis tenia el seu propi calendari, però en general l'any començava al final de l'estiu. El mètode pel qual un home era apuntat al cos de ciutadans i més tard al servei militar variava en cada polis en el cas d'Atenes era el següent:
L'entrenament militar començava per a tots els nois de 18 anys que aquell any assolirien l'edat. Els nous soldats es reunien per dur a terme un jurament comú.
El jurament dels joves atenencs al temple d'Aglauros s'ha conservat fins a l'actualitat:
| «                   | Jo no deshonraré aquestes armes sagrades, no abandonaré a l'home del meu costat. Lluitaré per la defensa dels santuaris i dels llocs seculars, i transmetre a la posteritat una pàtria sense minva, més gran i més poderosa que la que vaig rebre. Obeiré als magistrats, les lleis adoptades i les que s'adoptin, si algú tractés de destruir-les, jo ho impediria amb totes les meves forces i amb l'ajuda de tots i honraré els cultes ancestrals. Els meus testimonis són els déus Aglauros, Hestia, Enio, Eniali, Ares i Atena, Zeus, Talo, Auxo, Hegèmone, Hèrcules els límits de la pàtria, i el seu blat, ordi, vinya, oliveres i les figueres. | » |
| — Temple d'Aglauros | |   |

Aquests nois passaven a dir-se epheboi i durant els dos pròxims anys es sotmetien a un programa físic i mental, el "ephebate". Algun tipus d'ephebate està testimoniada en la majoria dels estats grecs, però en la pràctica varia molt. En el període arcaic, la formació era rudimentària i casual, però es va fer cada vegada més organitzada i sofisticada amb el temps.

## Equipament
Els hoplites s'armaven generalment poc abans de la batalla, ja que el seu armament era molt pesat: el pes total de l'armadura hoplita (la panòplia) estava entre els 22 i els 27 quilograms.
Típicament, un hoplita tenia una cuirassa de bronze que reproduïa la forma dels músculs del tors, un casc de bronze amb proteccions per a les galtes, més un escut de forma circular anomenat aspís, que mesurava un metre de diàmetre (també anomenat hoplon).
Cada grec hoplita tenia una armadura diferent, feta a mesura, i en l'escut col·locava els símbols de la seva família. En canvi, els espartans tenien el mateix uniforme i la lletra grega lambda (Λ) en els seus escuts, en referència a la seua terra d'origen Lacedemònia (Esparta). L'arma primària era la llança, que feia al voltant de 2,7 metres de llarg i s'anomenava dori. Els hoplites també duien una espasa curta anomenada xiphos, una arma secundària que s'utilitzava quan la llança es trencava. Totes les armes i armadures solien ser de bronze i es tractava d'un equipament costós que només els rics podien permetre's. Els soldats, a vegades heretaven l'equip dels seus pares o avis. Si el soldat era prou ric, podia comprar un cavall i servir en la cavalleria.

### Armes defensives

#### L'aspis

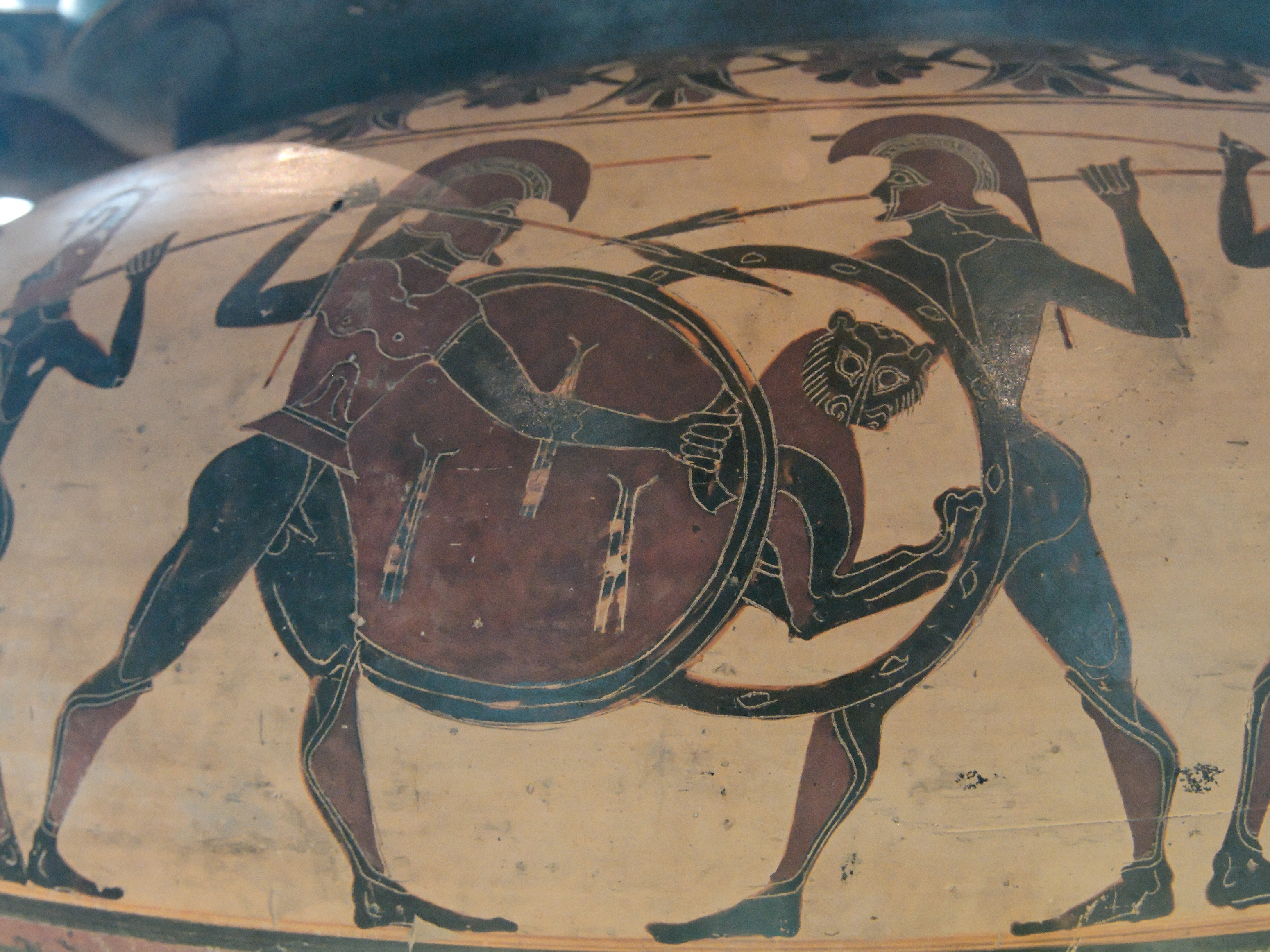
Hoplita mostrant l'estil de subjecció de l'escut.

L'aspis o escut era juntament amb la llança l'arma més important de la panòplia. S'elaborava amb làmines de fusta i la part interior era de cuir mentre que l'exterior es cobria habitualment amb una làmina prima de bronze de mig centímetre de gruix, el seu pes rondava al voltant dels 6,5-8 quilos i amb un diàmetre que oscil·lava entre 80 i 110 cm.
La subjecció de l'escut era molt important, ja que no seguia la pauta habitual de l'empunyadura central, que havia de ser subjectada per la mà del combatent, sinó que portava una cinta o cenyidor de bronze, en la part central prou àmplia com per passar l'avantbraç esquerre i la mà es tancava sobre una peça de cuir a la vora de l'escut.
Aquest sistema de subjecció permetia que la mà i el canell no patissin gaire. Fins i tot aquest sistema permetia que es pogués alliberar la mà sense que l'escut caigués, ja que encara quedava l'avantbraç subjectat pel cenyidor central. Tot i això resultava un escut dolent en combats individuals perquè no permetia gaire mobilitat, en estar subjecta l'avantbraç cosa que obligava a tenir el braç doblegat i només oferia protecció a la banda esquerra.
La cèlebre frase: «torna amb l'escut o sobre ell» ens ofereix una pista sobre la dificultat de treures l'escut; molts hoplites no el podien deixar anar a temps per fugir i morien amb l'escut agafat al braç.
La forma circular de l'escut i el seu diàmetre donen l'efecte que l'escut es desaprofita, ja que la meitat esquerra no està davant del cos de l'hoplita, sinó que sobresurt del cos, això es deu a la tàctica de combat de la falange: la meitat esquerra de l'escut protegeix la part dreta del company de formació, per aquest motiu desprendre's de l'aspis durant el combat era posar en perill no només la pròpia vida, sinó la de tots els membres de la falange, ja que tots els escuts formaven una barrera infranquejable en la formació. Que un home de la primera línia deixés anar l'escut podia suposar una bretxa per on l'enemic entraria en la tancada línia d'hoplites.
| «                          | Els homes porten els cascos i les armadures per cobrir-se ells mateixos, en canvi l'escut es per la protecció comuna de tota la línia | » |
| — Plutarc , Moràlia. 220A. | |   |

Aquesta peça de la panòplia també era una arma ofensiva, ja que amb l'escut es gestava una bona part de la tàctica de la falange: empènyer amb tots els escuts alhora, fins a formar una massa compacta davant l'enemic. S'ha descrit aquesta mena de combat com una melé de rugbi en què les dues formacions empenyen la contrària

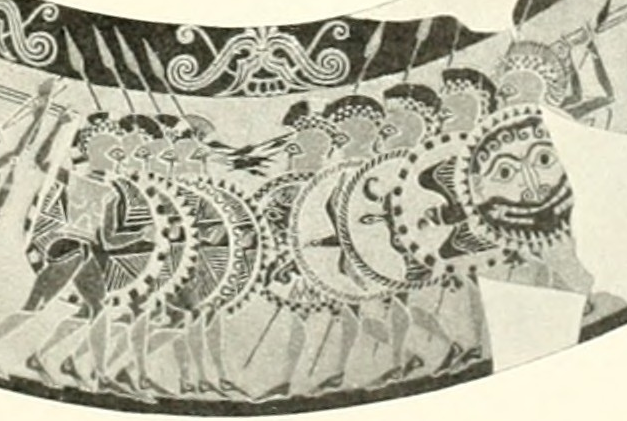
Detall dels diferents emblemes que es portaven en els escuts

La superfície exterior de l'escut se solia decorar, a vegades l'avanç de centenars d'escuts movent-se a la vegada i reflectint els rajos de sol podia atemorir els «bàrbars» orientals, com explica Xenofont en l'Anàbasi. Els escuts estaven decorats amb emblemes d'un heroi o de la seva família com una àguila amb les ales esteses, un escorpí, la trisquela o l'Eros d'Alcibíades; altres vegades amb símbols protectors o monstres com el cap d'una gorgona o d'un minotaure; i altres cops fan al·lusions mitològiques com un trident (símbol de Posidó), un mussol (símbol d'Atenea) o un pegàs. En els escuts espartans a partir del segle v aC es va començar a portar una lambda (Λ) de Lacedemònia i amb el temps altres polis van seguir el seu exemple: la {\displaystyle \Sigma } (sigma) de Sició o la maça de Tebes (símbol d'Hèrcules).

#### La cuirassa
Les primeres cuirasses eren de bronze, oferien una gran protecció a canvi de sacrificar la mobilitat i comoditat del guerrer fet que va causar que al segle v aC les antigues cuirasses de bronze es van apartar per deixar pas el linothorax. El linothorax estava fabricat per làmines de lli encolades entre si, eren armadures més lleugeres i tot i que la protecció era menor es guanyava en mobilitat. A la segona meitat del segle V aC la major part dels hoplites van començar a combatre sense cap cuirassa o simplement utilitzaven l'spolas com una armadura.

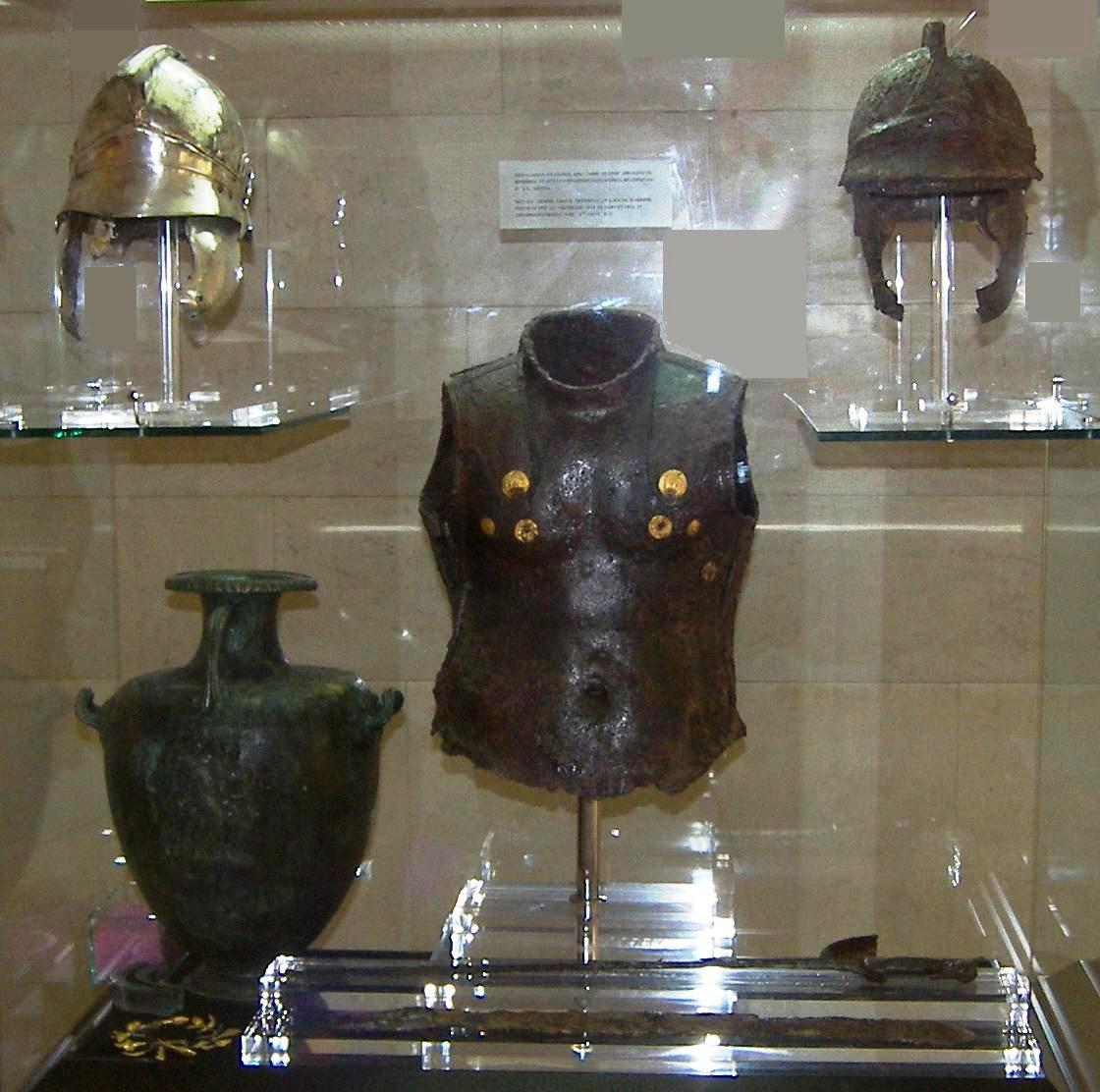
Armadura Hoplita exhibida en el Museu Arqueològic de Corfú. Són interessants les incrustacions d'or al voltant de l'àrea pectoral en la peça del centre de la vitrina. El casc dalt a l'esquerra és una versió restaurada del casc de la dreta.

#### Les gamberes
Les gamberes eren una protecció per a la zona davantera de les cames, que solia cobrir des del turmell fins al genoll, acostumaven a ser de pell o tela. El seu ús estava molt estès entre els guerrers de diferents pobles d'ençà el segle VII aC.

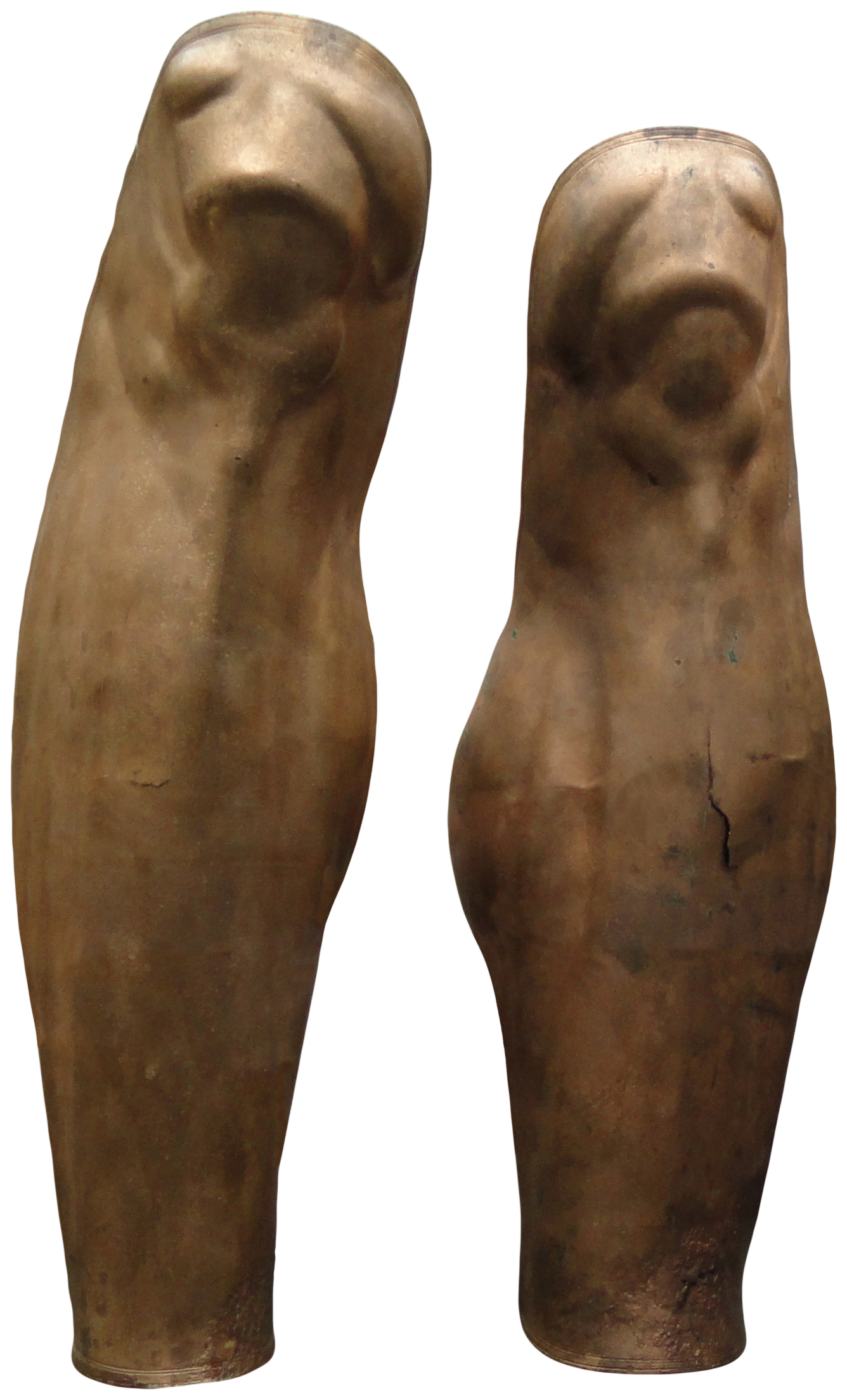
Gamberes del 500-490 aC

Amb les gamberes s'aconseguia protegir les cames, ja que amb l'escut circular aquestes quedaven desguarnides. Res impedia portar una sola gambera, a la cama esquerra, com a prolongació de l'escut, encara que era més comú portar-ne les dues.
Les gamberes gregues eren del tipus semirígid, amb forma anatòmica que s'ajustaven a la cama amb corretges, la seva utilitat era pels atacs amb fletxes que pogués patir la falange, guarnint una zona amb poc múscul com és la tíbia, així com per parar els cops baixos d'espasa o llança de la primera fila d'hoplites.
No obstant, generaven l'inconvenient d'introduir rigidesa en les carreres; d'aquí ve que l'estil de combat de la falange no inclogués aquesta mena de moviments ràpids. El moviment del combat i els cops rebuts podien deformar-les cosa que encara era pitjor. Per aquests motius aquestes gamberes d'ajust directe varen ser substituïdes posteriorment per altres amb subjeccions de cuir que, encara que més rígides, al no embolicar la cama fins als bessons, permetien una facilitat més gran en la carrera i era possible treure-se-las tallant els amarratges en cas que arribessin a deformar-se.

#### El casc

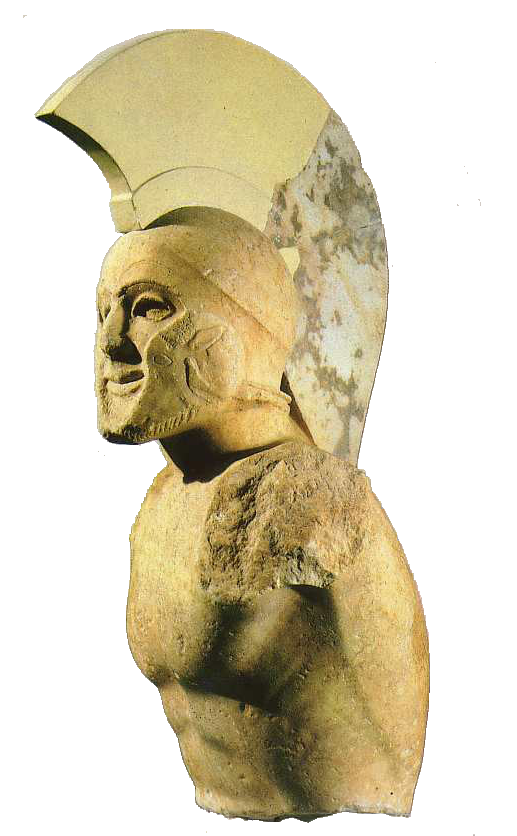
Bust d'un soldat hoplita mostrant un casc corinti amb una crinera.

El casc normalment de bronze i de diferents tipus segons l'època, amb un predomini del corinti a partir del segle viii aC, havia de protegir tant el cap com la cara, es solia modelar sobre la base d'una única làmina de bronze, cosa que requeria una gran perícia en el forjat. L'interior solia estar forrat, habitualment amb feltre, per tal d'esmorteir els cops com d'evitar rascades al cuir cabellut. Aquest encoixinat es cosia al casc. També es van utilitzar gorres de feltre..
El casc contenia perforacions horitzontals per als ulls, i una vertical per a la boca i el nas. No resultava especialment pesat, uns dos quilos, però sí molest, ja que cobria pràcticament tot el cap. Era molt poc confortable, sobretot amb la calor de l'estiu grec.
Aquest model primitiu va patir canvis al llarg del temps: es van engrandir les obertures per als ulls i per a la boca. També es van practicar unes obertures per les orelles. A l'engrandir-se aquestes obertures, s'hi va afegir una placa per a la protecció del nas, que en el model antic quedava al descobert.
Aquest casc estava adaptat al tipus de combat en falange, és a dir, permetia veure el que hi havia davant del combatent, però no als costats, cosa que, en principi, no calia, ja que la falange suposava un mur mòbil d'hoplites que es protegien els uns als altres. També tenia el problema de l'audició, d'aquí ve que se li practiquessin amb el temps obertures per les orelles. Com es pot veure es tracta d'un casc per lluitar dins d'una formació, ja que no està dissenyat per a un combat individual, en què el guerrer ha de controlar tota la perifèria i ser conscient de qualsevol so lateral que li adverteixi un perill.
Com que el casc no permetia escoltar les ordres, aquestes es transmetien mitjançant trompetes. Aquest mateix fet dificultava els atacs nocturns al no poder sentir les ordres ni veure el que passava al seu voltant el combat havia de desenvolupar-se amb prou llum. El combatent estava realment aïllat, malgrat situar-se en una fila de la falange: amb prou feines sentia i veia alguna cosa i tota la comunicació es reduïa als homes pròxims i quan el casc rebia un impacte es movia i això provocava que la seva visió encara disminuís més.
Sovint s'adornaven amb una crinera de cavall directament sobre el casc o amb un suport especial que es col·locava a la part superior. Això feia que el combatent semblés més alt i perillós. Cal recordar que la majoria dels cops es donaven de dalt cap a baix, cosa que beneficiava els més alts: la crinera ajudava a provocar aquest efecte. Al seu torn, aquest plomall també jugava en contra seu, igual que el cabells llargs si sortia del casc, ja que podia ser atrapat o enganxar-se tant pel pèl com per la crina.
En el combat el casc es emportava completament baixat però durant les marxes es solia recolzar sobre la part superior del cap, deixant la cara al descobert. Precisament d'aquesta última forma van derivar altres cascos grecs que reproduïen falsos ulls, però que no s'utilitzaven calats, sinó alçats sobre el cap.
A més del casc corinti els grecs van utilitzar d'altres tipus, com el calcidi, molt similar al corinti o l'àtic, amb les galtes més petites i sense protector nasal.

### Armes ofensives

#### La dory
La llança o dori era l'arma principal d'un hoplita, constituïda per una peça principal feta de fusta i una punta de ferro, i normalment una gran regata del mateix metall o de bronze en la part posterior. Oscil·lava entre dos i tres metres i estranyament pesava més d'1,5 quilos. La llança tenia uns dos centímetres i mig de gruix.
En una formació en falange, els hoplites de les dues primeres files empunyaven les seves llances per sobre dels seus escuts, de tal manera que l'infant la portava en una posició que se situava per sobre de la seva pròpia espatlla dreta. Normalment s'utilitzava en diagonal. No obstant, també es glopejava en horitzontal al nivell del maluc (Recordem que l'armadura es doblava cap amunt, deixant al descobert el maluc i els engonals).

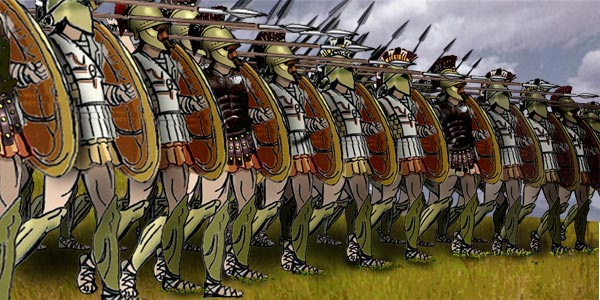
Hoplites en formació falange, es pot observar les gamberes, el casc sense protecció nasal ni forats per escoltar i les cuirasses la majoria són de lli menys un parell que les porten de bronze.

La gran regata també servia com arma ofensiva i es solia utilitzar per anar rematant els enemics que quedaven a terra a mesura que la falange avançava també es podia clavar la gran regata a terra en els moments de descans o als campaments. Per altra banda servia de contrapès a la punta de la llança, i permetia que es pogués empunyar cap al terç posterior de l'asta, cosa que comportava que sobresortís més al davant de la formació d'hoplites.
Aquesta forma d'utilitzar les llances no té res a veure amb la qual després es farien servir en la falange macedònica, on les llances (sarisses) arribaven a una longitud molt més gran, i eren les quatre o cinc primeres files les que feien sobresortir les llances davant de la formació i al mateix nivell que els seus escuts aguantant-les amb les dues mans.
La llança dels de la primera línia solia trencar-se en el xoc frontal; no obstant, gràcies a la puntera de bronze posterior, tram amb què es quedaria l'hoplita a la mà, podria seguir utilitzant-la en el combat.
Com a inconvenient, els hoplites es trobaven amb dificultats alhora de maniobra la llança un cop la falange estava en formació a causa de la longitud de la dory de més de 2 metres. La tercera i quarta files tenien davant per davant la gran regata de les llances de les dues primeres files. S'havia de tenir una gran concentració per no ferir els companys amb la pròpia llança.
| «                           | Van fer servir primer les llances, que es van acabar trencant a causa dels cops que ells mateixos donaven, sort que es va arribar ràpidament a l'espasa | » |
| — Diodor de Sicília, XV, 86 | |   |

#### La xiphos
L'hoplita també duia una espasa anomenada xiphos de doble tall i fulla recta, una mica voluminosa cap a la punta. La longitud (comptant l'empunyadura) no sobrepassava els 65 cm es solia portar penjada d'una corretja que es subjectava a l'espatlla travessant el pit. També van utilitzar una espasa molt curta, gairebé un ganivet que mesurava uns 30 cm.
L'espasa s'usava quan la llança s'havia trencat, cosa que solia passar amb freqüència, sobretot en les primeres files de combatents. Amb l'espasa es podia tallar l'asta de la llança dels enemics, en quedar-se sense una formació eriçada de llances la falange era més vulnerable davant una altra formació d'hoplites, ja que les llances d'aquesta última impedien acostar-se als combatents, d'aquí ve la necessitat de tallar les llances de l'enemic amb l'espasa. De la mateixa manera que passava amb la llança, la lluita amb espasa beneficiava els més alts, permetent-los colpejar a l'enemic des d'una distància major.
Els hoplites, a partir del segle vi aC, van utilitzar també un altre tipus d'espasa anomenada kopis. Es tractava d'una arma d'un sol tall i amb la fulla gruixuda corbada cap endins. Molt similar a l'espasa egípcia i a la falcata ibèrica.

## Tàctiques

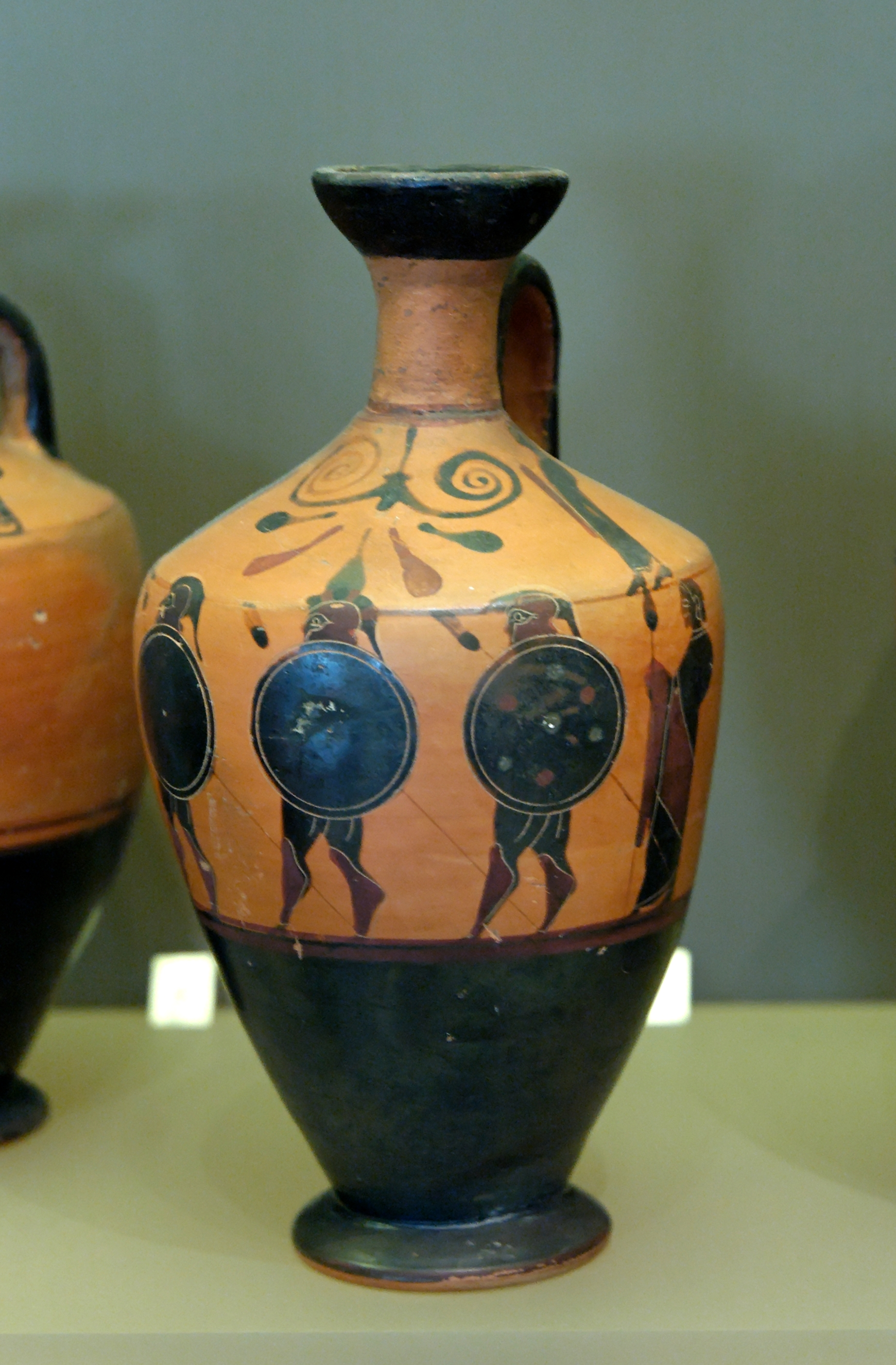
Hoplites representats en ceràmica àtica (510-500 aC).

La força dels hoplites estava en el combat sorpresa. Els dos exèrcits xocaven amb l'esperança de trencar o envoltar la línia enemiga. Si no era possible, la batalla esdevenia en una lluita entre les pròpies tropes; les files de darrere pressionant les de davant per a trencar la línia enemiga. Aquesta maniobra era coneguda com a "othismos". Les batalles rarament duraven més d'una hora, ja que una volta que una de les línies es trencava, els vençuts fugien del camp de batalla, seguits per la cavalleria o els "peltastes". Les baixes no eren gaire grans, al voltant d'un 5% en l'exèrcit guanyador i del 14% en l'exèrcit perdedor.
Per això, tota la guerra podia ser decidida en una sola batalla, la victòria es reforçava amb el rescat pagat als vencedors pels vençuts, en el cas espartà mai es fugia de la batalla, lluitaven fins a la mort.
Un hoplita en formació estava protegit per la meitat dreta del seu escut (portat en el seu braç esquerre) i per la meitat esquerra de l'escut de l'home a la seva dreta. Per tant, l'home de l'extrem dret de la falange estava protegit a mitges. A la batalla, l'enemic explotaria la seva debilitat dirigint-se al flanc dret del seu enemic. Els soldats més forts estaven a la dreta. En una falange hi havia una sèrie de files, i els líders de cadascuna d'elles se situaven a la part dreta. Hi havia un instructor veterà a la rereguarda mantenint l'ordre.
Fins al segle viii aC, els soldats lluitaven "per lliure", de manera que les batalles es basaven en l'heroisme. La clau de la batalla era colpejar amb l'hoplon dels hoplites i apunyalar l'enemic a la cara o en el tors. La principal debilitat de les tàctiques era l'ús limitat combinat de les armes, atès que els arquers o les tropes lleugeres eren poc usades. Els hilotes acompanyaven normalment els espartans en la batalla, muntant els campaments o fent tasques pels espartans. Les formacions i les tàctiques van variar al llarg del temps i en les diferents polis.
La formació dels hoplites es feia de manera que cadascú protegia amb el seu escut la meitat esquerra del seu cos i la meitat dreta del cos del company, de manera que un dels primers problemes era la incapacitat de marxar recte en el combat, ja que la tendència normal era acostar-se al màxim al veí (i per tant, al seu escut) per a estar ben protegits. Això ho conta el general Epaminondes a principis del segle iv aC. La innovació va ser entrenar els hoplites per a marxar en diagonal. Abans d'això, només els espartans havien aconseguit marxar en línia recta gràcies a intensos anys de disciplina i entrenament.

## Llegat
L'estil de guerra hoplita va ser practicat també per tot el Mediterrani. Com a particularitat, els etruscos lluitaven com a milícies (ho van adoptar de les colònies gregues). Des d'aquest estil evolucionaria la legió romana que dominaria la història militar occidental durant segles.